# .by
.by er et nationalt topdomæne der er reserveret til Hviderusland.
Desuden har Hviderusland siden 2014 rådet over topdomænet med kyrillisk tegnsæt .бел,  der er de 3 første bogstaver af landets lokale navn Belarus .